# Estação Ferroviária de Ourense
A Estação Ferroviária de Ourense, também conhecida como Ourense-Empalme é a principal interface ferroviária da cidade de Ourense, na Galiza. É o ponto onde se cruzam duas linhas convencionais- a Linha Monforte de Lemos-Redondela e a Linha Zamora-Corunha, bem como a Linha de Alta Velocidade Olmedo-Zamora-Galiza, já construída entre até à estação de Santiago de Compostela, e em obras entre a estação ourensana e a de Zamora